# Mosquée Sidi Khaled
La mosquée Sidi Khaled, ou mosquée Sidi Khaled Ben Sinan El Abssi, est un monument historique de la ville de Sidi Khaled en Algérie. Le monument abrite le mausolée  de Khaled bin Sinan (en).

## Histoire
La ville de  Sidi-Khaled est située dans la Wilaya de Ouled Djellal, à 100km au sud-ouest de la ville de Biskra. 
Sidi-Khaled existerait depuis le IVe siècle ou Ve siècle de l'Hégire. La mosquée Sidi Khaled, construite sur les hauteurs de la ville,  est découverte au Xe siècle. Le bâtiment est dégradé pendant les crues de 1912, il est reconstruit et réhabilité entre 1917 et 1923. En 1999, il est classé au patrimoine national algérien. Le site est visité par des algériens mais aussi par des touristes étrangers,.
Pour la date de sa découverte une hypothèse indique que la tombe de Khaled bin Sinan (en) a été trouvée par le savant Abderrahmane al-Akhdari au XVIe siècle. La majorité des références indiquent que le nom de Khalid a pour origine la tribu de bédouins de Banu Abs d'Arabie centrale. Il s'agit de « Khalid bin Sinan bin Ghaith bin Marita bin Makhzum », il aurait vécu à une époque située entre Jésus et Mahomet . Le mausolée est l'objet de pélerinages et de dévotions.

### Visiteurs de marque
En 2022, Youcef Belmehdi, ministre des Affaires religieuses et des Wakfs, en déplacement dans la Wilaya de Ouled Djellal, a visité d'anciennes mosquées, dont celle de Khaled Bin Sinan Al-Absi. Il a déclaré l'importance de classer ces monuments historiques et d'engager des travaux de réhabilitation, afin qu'ils restent la mémoire de l'Oumma.
En février 2025, Elizabeth Moore Aubin (en), ambassadrice des États-Unis en Algérie, effectue une visite de la mosquée de Sidi Khaled, dans le cadre de travaux pour développer des partenariats entre les deux nations concernant le tourisme, la culture et la préservation du patrimoine architectural.

## Galerie

Sélection d'images